# Гакон Рестен
Гакон Рестен (норв. Håkon Røsten, нар. 21 лютого 2005, Оппдал, Норвегія) — норвезький футболіст, захисник клубу «Русенборг».

## Ігрова кар'єра

### Клубна
Гакон Рестен народився у місті Оппдал і починав грати у футбол у місцевому клубі. У 2021 році він приєднався до молодіжної команди клубу Елітесеріен «Русенборг», з яким у наступному році підписав професійний контракт.
У травні 2022 року Рестен дебютував у першій команді «Русенборга» у матчі на Кубок Норвегії. Першу гру в чемпіонаті країни футболіст провів 4 вересня 2022 року, коли вийшов на заміну у матчі проти «Вікінга».

### Збірна
З 2021 року Гакон Рестен захищає кольори юнацьких збірних Норвегії.